# Kleiner Brocken (Südharz)
Der Kleine Brocken ist eine 533,1 m ü. NN hohe Erhebung beim Ortsteil Breitenstein der Gemeinde Südharz im Harz im sachsen-anhaltischen Landkreis Mansfeld-Südharz (Deutschland).

## Geographische Lage
Der Kleine Brocken liegt innerhalb des Unterharzes im Naturpark Harz/Sachsen-Anhalt rund 1,5 km südwestlich von Breitenstein und etwa 4,5 km (Entfernungen je Luftlinie) nordnordwestlich von Stolberg. 
Nach Norden und Nordosten fällt seine Landschaft in das Tal des Katzsohlbachs ab, der dort durch die Ortschaft Breitenstein fließt, und nach Süden und Südwesten in jenes der Lude, die einiges weiter südsüdöstlich in der Ortschaft Stolberg mit anderen Bächen die Thyra bildet.
Etwas nordwestlich vorbei am Kleinen Brocken führt im dort benachbarten Thüringen die Landesstraße 1038A, die das sachsen-anhaltische Breitenstein im Nordosten mit dem thüringischen Herrmannsacker im Südwesten verbindet.

## Landschaftsbild
Der Kleine Brocken hat keinen ausgeprägten Gipfel. Seine höchste Stelle liegt oberhalb des Ludertals auf einem teils bewaldeten Bergkamm, dessen nördlicher Bereich landwirtschaftlich genutzt wird.